# Einhardsbasilika (Steinbach)

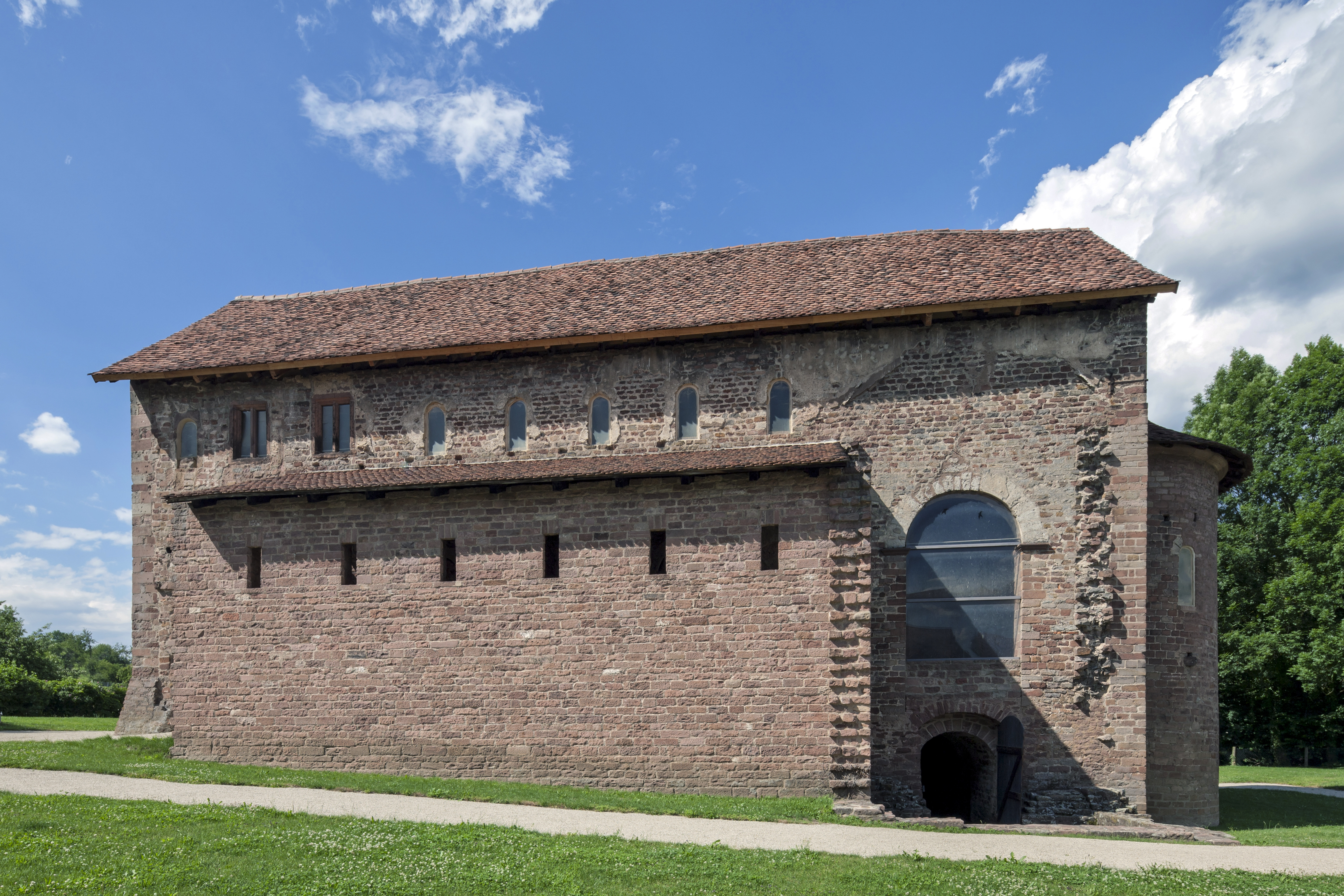
Die Einhardsbasilika in Steinbach bei Michelstadt

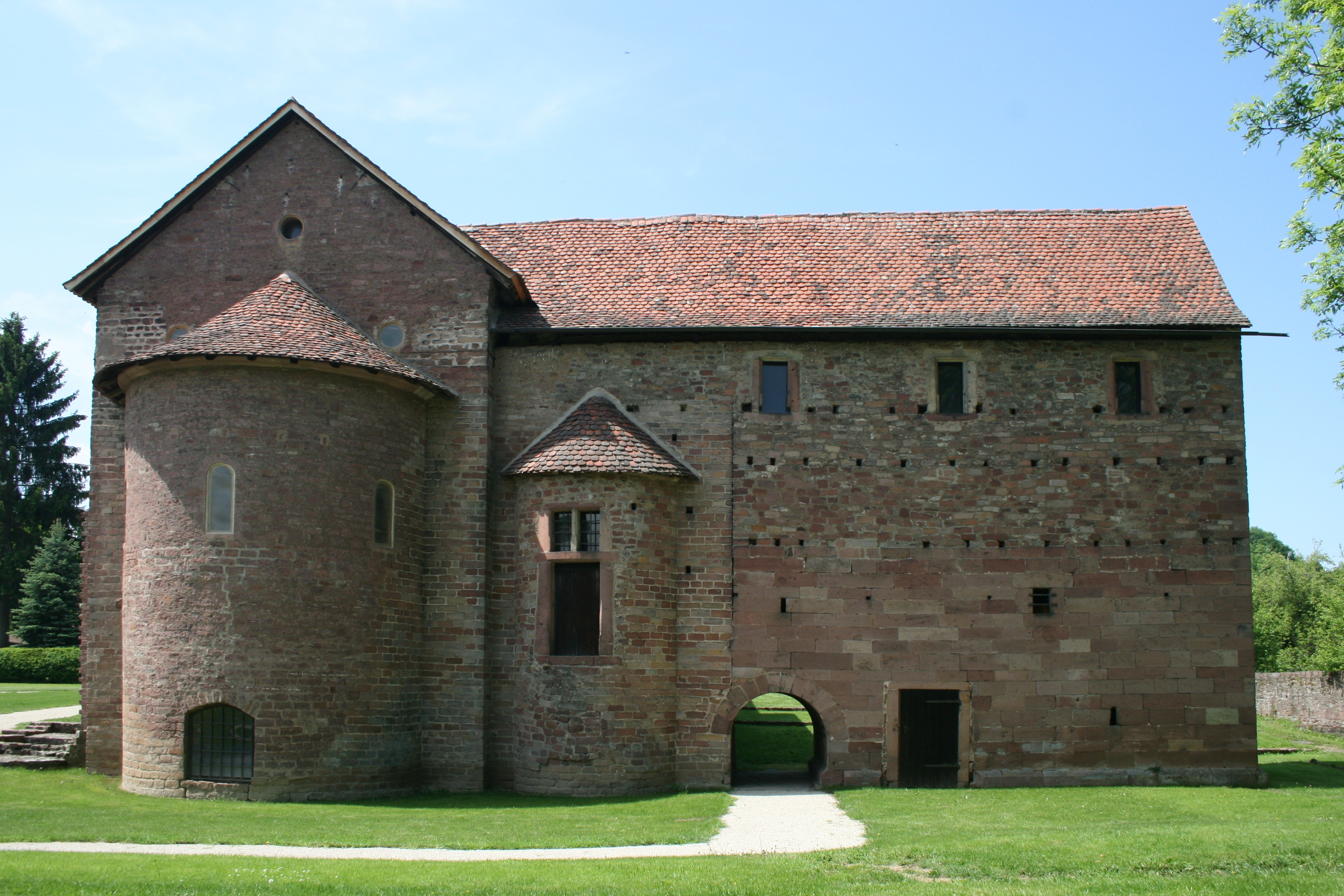
Ansicht der Ostseite

Die Einhardsbasilika in Steinbach, einem Ortsteil von Michelstadt im hessischen Odenwald, ist ein Kirchenbau aus dem 9. Jahrhundert. Die gut erhaltene Basilika gilt als außergewöhnliches Bauwerk und wegen des noch zum Großteil erhaltenen karolingischen Mauerwerks im Bereich des Mittelschiffs, des nördlichen Nebenchors und der Krypta als eines der wenigen Beispiele karolingischer Baukunst in Deutschland. Ihr Name bezieht sich auf ihren Erbauer Einhard, den Ratgeber Karls des Großen und Ludwigs des Frommen.
Die Basilika untersteht der Verwaltung der Staatlichen Schlösser und Gärten Hessen und kann gegen Eintritt besichtigt werden.

## Karolingische Zeit

### Vorgeschichte

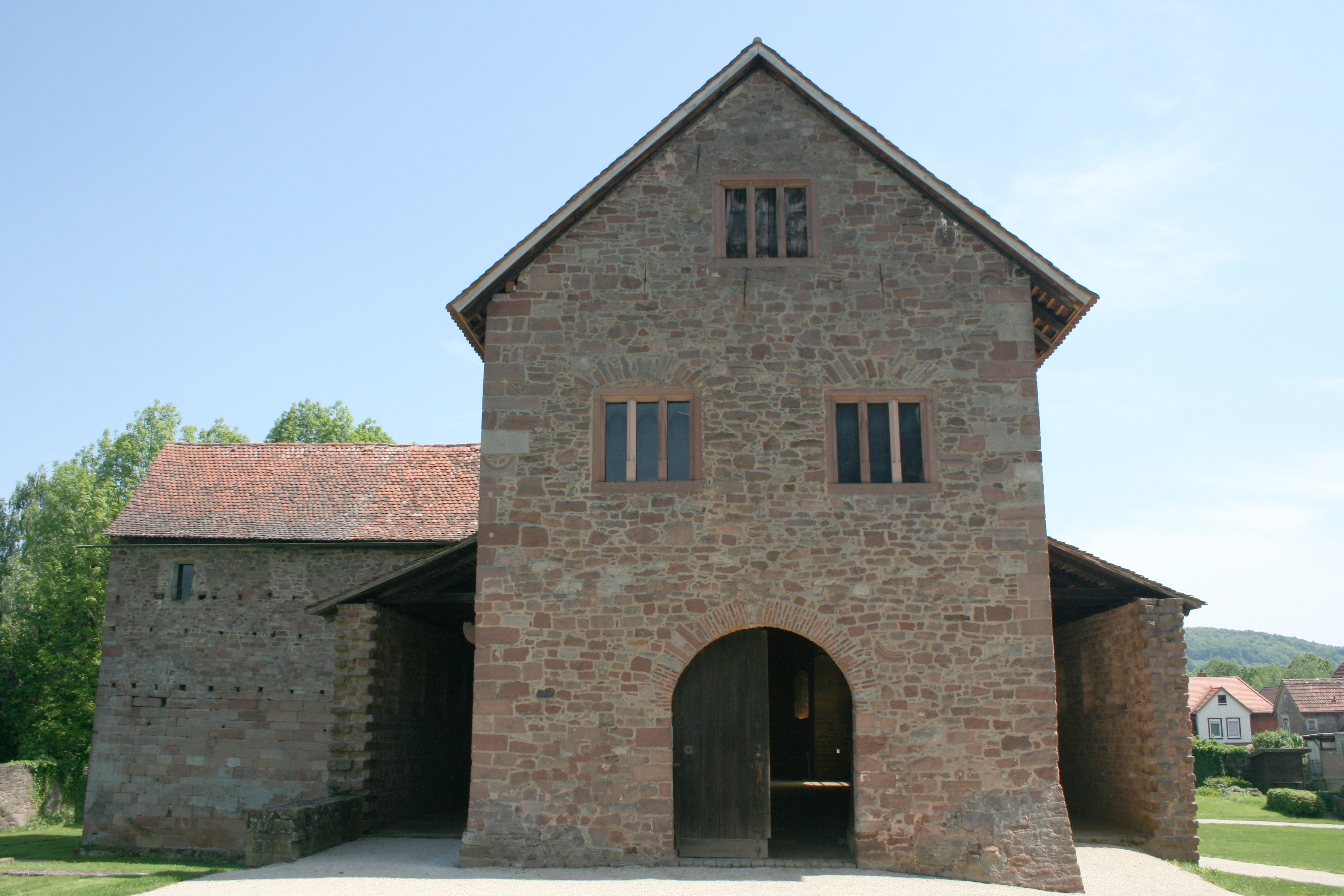
Portal und Giebel des Langhauses (Westseite)

Querschnitt vor der Chorschranke, Rekonstruktion des karolingischen Zustands von Otto Müller

Grundriss, Rekonstruktion des karolingischen Zustands von Otto Müller

Längsschnitt von Süden, Rekonstruktion des karolingischen Zustands von Otto Müller

Ansicht der Ostseite, Rekonstruktion des karolingischen Zustands von Otto Müller

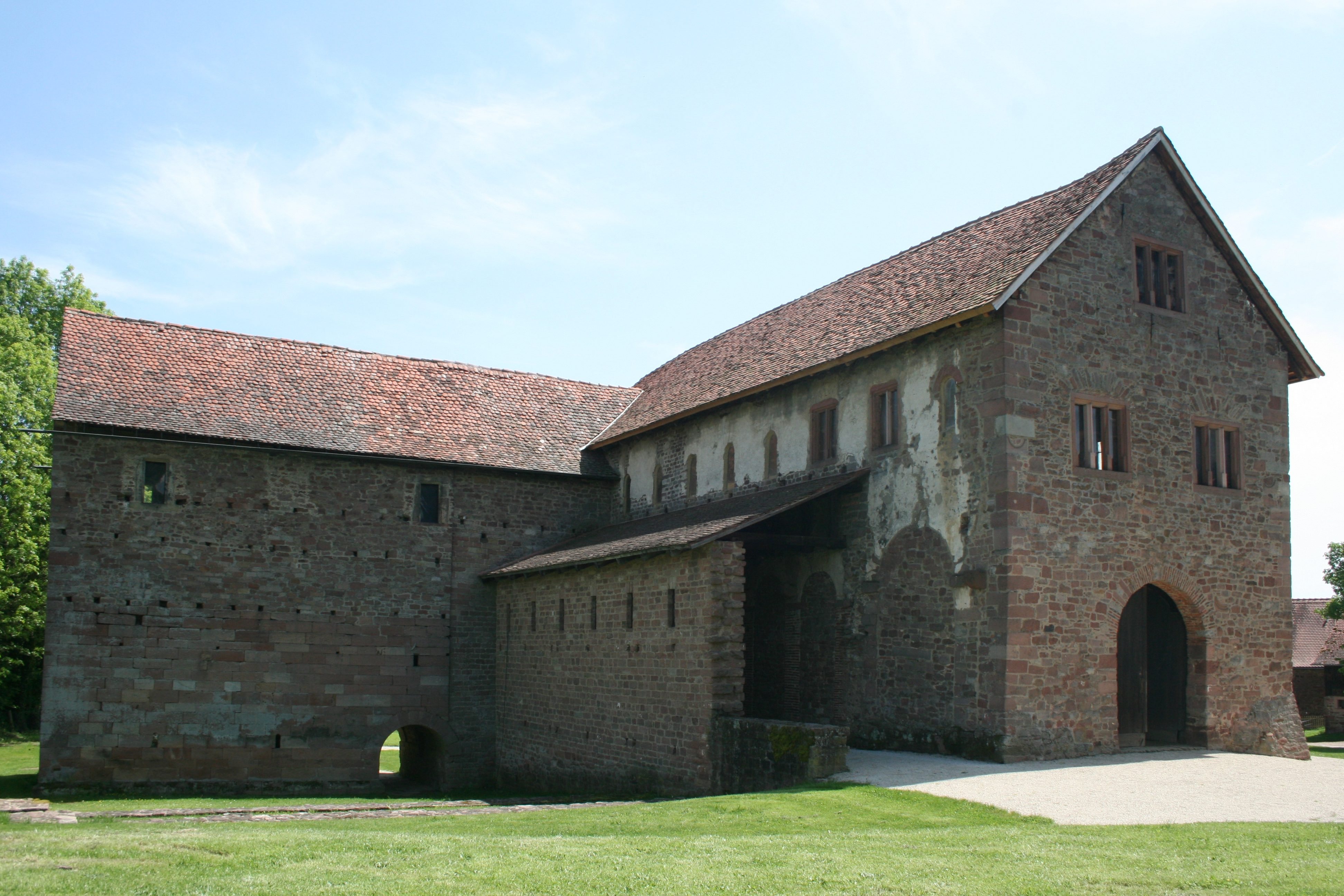
Winterchor, nördliches Seitenschiff und nördliche Langhausseite von Westen

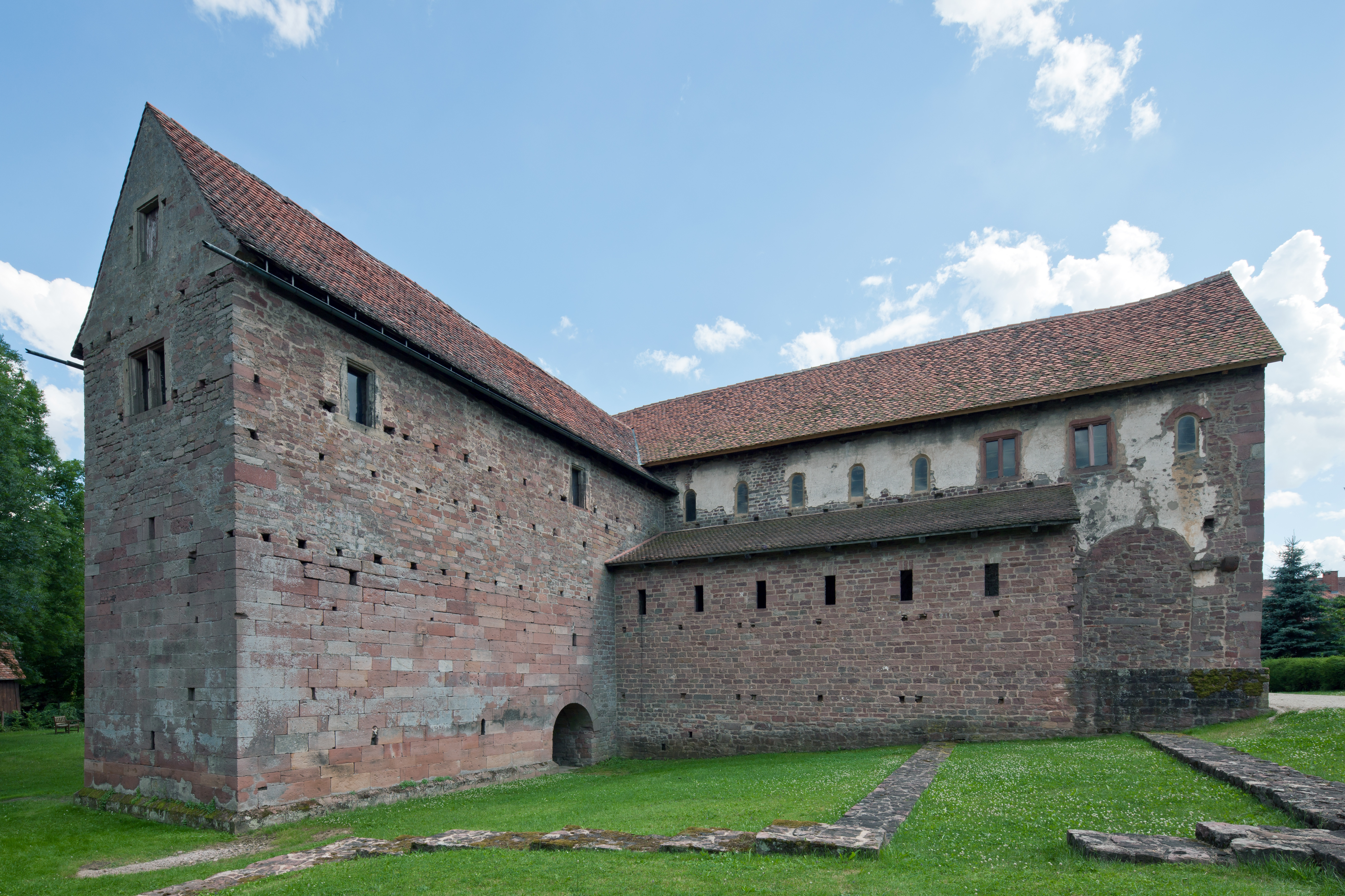
Ansicht von Nordwesten (rechts das Langhaus mit dem wiederaufgebauten nördlichen Seitenschiff)

Einhard, der für Karl den Großen viele Positionen und Ämter bekleidet hatte, erhielt zum Dank für seine Leistungen im Jahr 815 die Mark Michelstadt von dessen Sohn Ludwig dem Frommen zum Geschenk. Nachdem Einhard in Michelstadt bereits die dort vorhandene Holzkirche durch eine kleine steinerne Kirche ersetzt hatte, errichtete er in der Folgezeit – zum Teil mit den Resten eines oder mehrerer Bauten – eine Basilika, vermutlich mit zweierlei Absichten: Zum einen, um für sich und seine Gemahlin Imma eine Grablege zu schaffen, zum anderen, um eine Wallfahrtskirche zu etablieren.
Vorbild für die Basilika könnte die Basilika der Reichsabtei Kornelimünster gewesen sein. Einhard war mit Sicherheit mit Benedikt von Aniane bekannt, dem Gründer dieses Klosters. Kornelimünster wurde 814 gegründet, die dortige Basilika ist also etwas älter als die in Steinbach. Die Grundrisse sind fast identisch, in Kornelimünster fehlt allerdings eine Krypta.

### Karolingische Gestalt
Etwa im Jahr 824 wurde der Bau der Basilika begonnen und 827 in seiner karolingischen Gestalt fertiggestellt.
Sie wurde als dreischiffige Basilika gebaut, die Hauptapsis weist nach Osten. Der Hauptchor ist von einem nördlichen und südlichen Nebenchor flankiert. Eine nicht mehr erhaltene Chorschranke grenzte den Hauptchor vom Mittelschiff ab. Die gerundeten Apsiden der Chöre enthalten Rundbogenfenster. Vor dem Hauptschiff befand sich ein Atrium und jeweils nördlich und südlich vor den Seitenschiffen ein weiterer Vorraum. Das Mauerwerk folgt römischer Art, besteht zumeist aus rotem Sandstein und ist auf dreierlei Arten ausgeführt: Die Sichtseiten des Mauerwerks bestehen aus buntem Sandsteinkleinquaderwerk mit hellen Fugen, die für Verputz vorgesehenen Innenseiten bestehen aus Sandsteinbruchwerk. Die Stützen der Rundbogenarkaden des Mittelschiffs schließlich sind aus Backstein gemauert und folgen somit vermutlich einem Rückgriff auf römische Mauertechnik. Die Kämpfer der Stützen bestehen aus Sandstein, die Rundbogenarkaden sind aus Tuffstein gefertigt.
Die Basilika war im Innenraum großflächig lediglich verputzt und im Bereich der Mauern des Mittelschiffes mit dazugehörenden Arkaden, Fensternischen und Pfeilern gelblich-weiß getüncht. Die einzige bekannte karolingische Wandmalerei im Mittelschiff besteht aus einem umlaufenden, leuchtend farbigen Konsolenfries oberhalb der Fenster des Obergadens. Der Bereich der Hauptapsis war vermutlich ausgemalt, möglicherweise auch vergoldet. Zwischen den Apsidenkanten der Hauptapsis jeweils nördlich und südlich bis zum Bereich der seitlichen Fensternischen sind noch zwei karolingische Figurengruppen bekannt. Alle anderen Wandmalereien sind jüngeren Datums.
Unter der Kirche befindet sich eine kreuzförmige Gangkrypta, in deren Mittelgang sich zwei überwölbte, an Grablegen römischer Katakomben erinnernde Nischen befinden. Das Mauerwerk der Krypta besteht aus Sandstein, Backstein, Dachziegelbruchstücken und Tuffstein. Vor allem an den Kanten der Gänge ist zu beobachten, dass die dort verwendeten Sandsteine zweimal bearbeitet wurden: über den verwitterten alten Bearbeitungsspuren liegen frischere. Dies in Verbindung mit der Tatsache, dass auch Dachziegelbruchstücke (vor allem zum Ausgleich bei unterschiedlichen Kantenhöhen der Sandsteinquader) verwendet wurden, lässt vermuten, dass es sich um wiederverwendetes Mauerwerk eines oder mehrerer Gebäude handelt. Denkbar sind römische Ruinen, was darauf zurückgeführt wird, dass es wenige römerzeitliche Funde aus der Basilika gibt. Ebenso ist aber vorstellbar, dass es sich um Material eines in unmittelbarer Nähe der Basilika zuvor abgerissenen, nördlich gelegenen Gebäudes handelt. Reste dieses Gebäudes wurden ergraben. Es wird angenommen, dass die Arkosolien der Krypta als Grablege für Einhard und seine Frau dienen sollten. Einer anderen Auffassung zufolge sollten hier die Reliquien (s. u.) ihre Ruhestätte finden. Doch konnte Einhard nach Fertigstellung und vor der geplanten Weihe im Jahr 827 nicht wissen, dass Ratleik gleich zwei Märtyrer aus Rom mitbrachte. Daher waren die Nischen wohl ursprünglich für ihn selbst und seine Frau gedacht.

### Reliquien
Nach der Fertigstellung 827 überlegte sich Einhard, wem die Kirche geweiht werden sollte. Einhard wandte sich deshalb bei einem Aufenthalt am Hof in Aachen an einen Römer namens Deusdona. Dieser versprach ihm die gewünschten Reliquien und Einhard sandte ihn zusammen mit seinem Geheimschreiber (notarius) Ratleik nach Rom. Nachdem sich Deusdona als unzuverlässig erwiesen hatte, entnahm Ratleik auf eigene Faust in den Katakomben unterhalb der Kirche inter duos lauros an der Gräberstraße Via Labicana aus einem Grab die Gebeine der Heiligen Marcellinus und Petrus. Diese erlitten ihr Martyrium unter Diokletian Anfang des 4. Jahrhunderts. Im Oktober oder November 827 erreichte Ratleik mit den Gebeinen Michelstadt. Er hatte die Reliquien erst ab Saint-Maurice offen vor sich hertragen lassen, da schon Gregor der Große die Entfernung von Reliquien unter Androhung der Todesstrafe verboten hatte.
Sie verblieben nicht lange in der Basilika. Veranlasst durch zahlreiche Traumerscheinungen seiner Diener und das „Blutschwitzen“ der Gebeine kam Einhard zu dem Schluss, dass sich die Heiligen offensichtlich in Steinbach nicht wohl fühlten. Er ließ die Gebeine daraufhin nach Seligenstadt verbringen, wo er ihnen eine neue Basilika errichtete und gemäß den von Benedikt von Aniane inspirierten karolingischen Reformgesetzen eine Kanonikergemeinschaft stiftete. Deren Abt Ratleik, einem aus Köln stammenden Mitglied der Hofkapelle Ludwigs des Frommen, vertraute er die Sorge für die liturgische Memoria der Heiligen, für die Betreuung der Pilger, das Gebetsgedenken für Lebende und Verstorbene und die Obhut seines Grabes an. Was Einhard in Steinbach vorgehabt, aber dort nur ansatzweise verwirklicht hatte, erhellt sich daher aus seinen Maßnahmen in Seligenstadt. Der Umzug begann am 16. Januar 828. Die Basilika in Steinbach geriet damit nicht in Vergessenheit, verlor aber ihre Bedeutung als Wallfahrtskirche.

### Nach Einhards Tod
Nach Einhards Tod am 14. März 840 fiel die Mark Michelstadt gemäß seinem Testament aus dem Jahre 819 an das Kloster Lorsch, so dass das weitere Schicksal der Basilika mit der Geschichte dieses Klosters eng verbunden ist.
Aus den folgenden zweieinhalb Jahrhunderten bis 1072 sind keinerlei Urkunden oder Erwähnungen der Basilika bekannt. Aus Grabungsbefunden kann jedoch geschlossen werden, dass bereits im 9. Jahrhundert ein Friedhof im Norden angelegt wurde, auf dem Männer, Frauen und Kinder beigesetzt waren. Dieser wurde um 1050 aufgegeben. Daher könnte die Basilika bis 1072 als Gemeindekirche gedient haben. Wem die Basilika in dieser Zeit geweiht war, ist unbekannt.

## Bautätigkeiten und Geschichte bis 1232

### Geschichte und Bautätigkeit ab 1073
Erst am Karfreitag 1073 wurde auf dem Gelände und unter Einbeziehung des Baus von Benediktinermönchen des Klosters Lorsch unter Abt Udalrich eine Propstei gegründet. Sie wurde der Muttergottes Maria geweiht. Die ersten Mönche aus Lorsch waren bereits ein Jahr zuvor in Steinbach eingetroffen. „Als aber die Zeit der Erbarmung anbrach (…), da lenkte die großzügige Güte des Herrn (…) einige göttlich inspirierte Brüder als Freiwillige dorthin, um das wiederherzustellen, was 253 Jahre lang vernachlässigt worden war“. Sie errichteten eine Umfassungsmauer sowie zunächst nordöstlich ein hölzernes Haus. Dieses wurde jedoch nach sehr kurzer Zeit wieder abgetragen und – etwas weiter westlich – durch ein großes steinernes Haus ersetzt, welches vermutlich als Wohnung der Mönche diente. Zwischen der Basilika und diesem Nordhaus wurde ein ebenfalls in diese Zeit datierter Verbindungsbau errichtet. Die heute dort sichtbaren Mauerzüge sind die nachträglich aufgemauerten Grundmauern dieses Gebäudes.
Die Gemeinschaft konnte sich in den Folgejahren erfolgreich vergrößern, vor allem durch Zuweisung von Gütern. Als Pröpste namentlich bekannt sind (Jahreszahlen in Klammern: Jahr der Nennung in Urkunden): Libelin (1113), gest. 1119, Rehewin (1135), Hildebert, der 1149 zum Abt des Hauptklosters Lorsch gewählt wurde, Ludewic (1173), Alexius (1195) und Adelhelm von Steinbach (mehrfach genannt zwischen 1222 und 1224).
Im Jahr 1113 bestätigte Kaiser Heinrich IV. Abt Benno von Lorsch die zum Besitz der Propstei gehörenden Güter. Dieser lag im Streit mit Propst Libelin. Abt Benno von Lorsch verstarb in der Propstei, sein Grabstein und der von Propst Libelin sind erhalten und befinden sich gegenwärtig im ehemaligen Schloss der Grafen zu Erbach-Erbach in Erbach (Odenwald).

### Umbauten von 1168
Die nächsten größeren Umbauten datieren auf das Jahr 1168. Es wurde an den nördlichen Nebenchor eine Sakristei (sogenannter Winterchor) angefügt und das Dachwerk erneuert. Der Winterchor besteht aus zwei Stockwerken, das untere ist nur vom oberen erreichbar, da zwischen der Nordwand des nördlichen Nebenchores und dem unteren Stockwerk des Winterchores ein Durchgang gebaut wurde. Noch heute fällt die sorgfältige und passgenaue Bearbeitung der Quader der Außenseite auf. Es ist unklar, warum dieser Durchgang so angelegt wurde. Vermutet wird ein Pfaffengang entlang des nördlichen Nebenchores, ebenso aber auch, dass man ein kleines Fenster auf der nördlichen Seite der Krypta aus Beleuchtungsgründen nicht verbauen wollte. Über dem oberen Stockwerk des Nebenchores wurde ein Tonnengewölbe errichtet.

## Die romanische Dachkonstruktion
Ebenso wurde 1168 auch das Dach des Mittelschiffes erneuert, dendrochronologische Untersuchungen der Baumstämme des heute auf der Basilika liegenden Dachgebälks als auch der Zwischendecke des Winterchores ergaben das Jahr 1168 als das Jahr der Fällung der dafür notwendigen Baumstämme.
Die romanische Dachkonstruktion war ursprünglich ein beachtenswertes Sparrendach, das trotz späterer Einfügungen heute noch gut zu identifizieren und rekonstruieren ist. Seine wesentlichen Bestandteile haben sich als Originale erhalten. Die damaligen Architekten brachten die Spannweite der Sparren über dem Mittelschiff des Gebäudes auf ungewöhnliche nahezu 8 Meter, indem sie es vermieden, dessen Gefüge durch vertikal gerichtete Hölzer zu verbauen. Sie nutzten damals klugerweise Hilfskonstruktionen, die die Sparren unterstützten, den Schub der Dachlast nach schräg unten zu führen.
Es waren dies nur drei Hölzer im Inneren der Sparrenkonstruktion. Im oberen Teil wirkte ein Kehlbalken dem Durchbiegen der dachtragenden Sparren entgegen. Gleiches verhinderten an deren Fußenden links und rechts schräg gestellte Streben. Sie verfügten nämlich über die gleiche statische Eigenschaft wie die Sparren. Die genannten Einbauten sind so simpel wie wirkungsvoll, aber erst durch sie war es den einstigen Zimmerleuten möglich, dass die Sparren den gegebenen, relativ breiten Raum ohne wesensfremde Elemente überspannen konnten.
Auf den Schwellbalken, der Basis des o. g. Dachgebälks, waren die Sparren und deren Fußstreben früher gleichermaßen eingezapft. Dergestalt verbunden, gaben sie der Gesamtkonstruktion des Dachwerks Festigkeit und Elastizität, wobei die Deckenbalken eine Ankerfunktion innehatten. Somit waren die Sparren in der Lage eine schwere Dachlast (ein Bleidach?, wie z. B. das des Kölner- oder des Aachener Doms) zu tragen.

### Umbauten von 1182
Wesentliche Veränderungen standen 1182 an. In diesem Jahr wurden das karolingische Atrium und die beiden Vorräume abgerissen und durch zwei Türme ersetzt, zwischen denen ein mehrfach gestuftes Portal stand. Hierzu wurde auch das Hauptschiff und damit auch das Dach nach Westen verlängert. Noch heute in der Basilika sichtbar sind die nördlichen und südlichen Basen dieses romanischen Westportals, jeweils links und rechts vom heutigen Eingang; ebenso die karolingische Westseite (Eingang in die Basilika vom Atrium, heute Mauerzug im Fußboden). Das Schachbrettfries, welches heute über dem Eingang zum Winterchor vermauert ist, datiert ebenso aus dieser Zeit. Vor dieser Turmfront entstand wenig später vermutlich ein sogenanntes Paradies, ein offener Hof, der auf drei Seiten von überdachten Umgängen umschlossen wurde. Im Zuge dieser Arbeiten wurde das Verbindungshaus zwischen Wohnhaus und Basilika abgerissen.

## Nonnenkloster bis 1535

### Historische Entwicklung
1232 übertrug Kaiser Friedrich II. dem Erzbistum Mainz das Kloster Lorsch mitsamt seinen Besitzungen, wozu auch die Propstei Steinbach gehörte. In Nachbarschaft entstand als Wasserburg das heutige Schloss Fürstenau, wohl als Folge der Auseinandersetzungen zwischen Kurmainz und der Pfalz. Die politischen Veränderungen, insbesondere der Wettstreit zwischen den Pfalzgrafen und dem Mainzer Erzbischof führten dazu, dass das Kloster Lorsch infolge dieser Übertragung als Benediktinerkloster aufgehoben und als Prämonstratenserpropstei weitergeführt wurde. Als Folge der Wandlungen im Kloster Lorsch wurde die Benediktinerpropstei Steinbach ebenso aufgehoben. Sie wurde zu einem benediktinischen Frauenkloster umgewandelt. Am 27. Mai 1232 stellte Papst Gregor IX. der Äbtissin und dem Konvent zu Steinbach einen Schutzbrief für gegenwärtige und künftige Besitzungen aus. Dies ist das erste bekannte Dokument, in dem Steinbach als Nonnenkloster erwähnt wird. Im Jahr 1269 wurde die Pfarrei Steinbach dem Prämonstratenserkloster Lorsch in geistlicher und weltlicher Beziehung von Erzbischof Werner von Mainz übergeben. Mit Zustimmung der Nonnen wurde ein Provisor eingesetzt.
Da die Urkundenlage der Zeit des Nonnenklosters äußerst dürftig ist, sind aus dem gesamten Zeitraum von 1232 bis 1535 lediglich die Namen von sieben Nonnen bekannt, fünf davon Vorsteherinnen (als „Äbtissin“ aber auch als „Meisterin“): Grete Duborn (1345), Else Freienstein (1382), Jungfrau Jutta von Erpach („Meisterin zu Steinbach“) (ebf. 1382), Meisterin Mekela von Rodeken (1444), Meisterin Margaretha von Karspach (1483), Äbtissin Elisabeth Lochinger von Arxhofen (1509, gest. 1512) und Meisterin Katharina Weiler (1520, 1525). 1512 starb Äbtissin Elisabeth Lochinger, die Grabplatte befindet sich noch in der Basilika.
Das Basler Konzil beauftragte auf Bitten der Meisterin und des Konvents 1437 den Abt von Amorbach und den Stiftsdechanten zu St. Peter und Alexander (Aschaffenburg) dem Kloster zurückzubringen, was es unrechtmäßig veräußert hatte bzw. was ihm entzogen worden war. Aufgrund der erwähnten schlechten Quellenlage ist nicht im Einzelnen auszumachen, welche der recht umfangreichen Güter des Klosters betroffen waren.
Im Zuge der Reformation wurde das Kloster 1535 aufgehoben. Die Nonnen, welche die Reformation annahmen, durften in ihrer neuen Funktion als Krankenpflegerinnen im ehemaligen Kloster bleiben und wurden zeitlebens versorgt.

### Baumaßnahmen in der Zeit des Benediktinerinnenklosters
Im Vergleich zu vorigen Baumaßnahmen sind die Veränderungen in der Basilika bzw. dem Kloster nicht umfangreich und eher vom Verfall geprägt, im Zuge einiger kleinerer Bauarbeiten entstanden trotzdem noch heute sichtbare Veränderungen. So wurden die südlichen Mittelschiffsarkaden zugemauert. Der Grund dafür ist, dass für ein Frauenkloster eine abgeschlossene Klausur geschaffen werden musste. Auch daher wurde eine hölzerne Westempore errichtet. Ebenfalls in die Zeit des Nonnenklosters zu datieren ist die Vermauerung des nördlichen Nebenchors und die Einfügung der dort heute noch vorhandenen Pforte mit Spitzbogen. In der Zeit der Benediktinerinnen stürzte vermutlich im 16. Jahrhundert der Nordturm ein, ebenso brannte in dieser Zeit das nördlich gelegene Wohnhaus ab. Das Kloster konnte offensichtlich nicht mehr für den Wiederaufbau sorgen.

## Spital bis 1622

### Historische Entwicklung
Nach Aufhebung des Klosters im Jahre 1535 durch Graf Eberhard XIII. zu Erbach wurde es in ein Hospital umgewandelt. Die erste Urkunde, die das Spital zu Steinbach erwähnt, wurde 1539 ausgestellt. Man darf sich das Spital allerdings nicht als durchgängig mit Kranken belegt vorstellen, „sondern eine Verwaltung der Hinterlassenschaft des Klosters mit Zweckbestimmung vielseitiger Hilfeleistung bei Bedürftigen im Umkreis“.
Einige Jahre später, 1542, kauften die Grafen Georg II. zu Erbach-Fürstenau und Graf Eberhard XIV. zu Erbach das gesamte Gelände mit allen Zehnten, Äckern, Wiesen, Weiden, Wäldern und Gütern, Zinsen, Gülten und allen Berechtigungen von den Prämonstratensern in Lorsch für mehrere hundert Gulden.
Im Laufe des Dreißigjährigen Krieges wurde das Spital aufgehoben. Die letzten Urkunden, die das Spital Steinbach noch erwähnen, stammen von 1622.

### Bauliche Veränderungen im 16. Jahrhundert
Etwa von 1540 bis 1542 wurden die nördlichen Seitenschiffsarkaden und der nördliche und südliche Bogen der Mittelschiffsverlängerung im Westen vermauert.
Im Jahr 1568 wurde das nördliche Seitenschiff abgetragen und mit dem dort gewonnenen Material der Winterchor um ein weiteres Stockwerk, vermutlich zunächst als Krankensaal genutzt, ergänzt. Der Raum diente später u. a. als Schüttlager für Getreide. Die heute noch als Aufgang dienende Blocktreppe ist das Original von 1568.
1587 oder 1588 wurden die romanische Westfassade mit Portal, Giebel und dem noch stehenden, aber baufälligen Südturm abgerissen. Mit den bei diesem Abriss gewonnenen Baumaterialien wurden die heutige Westseite mit Tor und Giebel errichtet, es wurden, wie erkennbar, zahlreiche romanische Werkteile verbaut.

## Zeit bis zur „Wiederentdeckung“ als karolingischer Bau

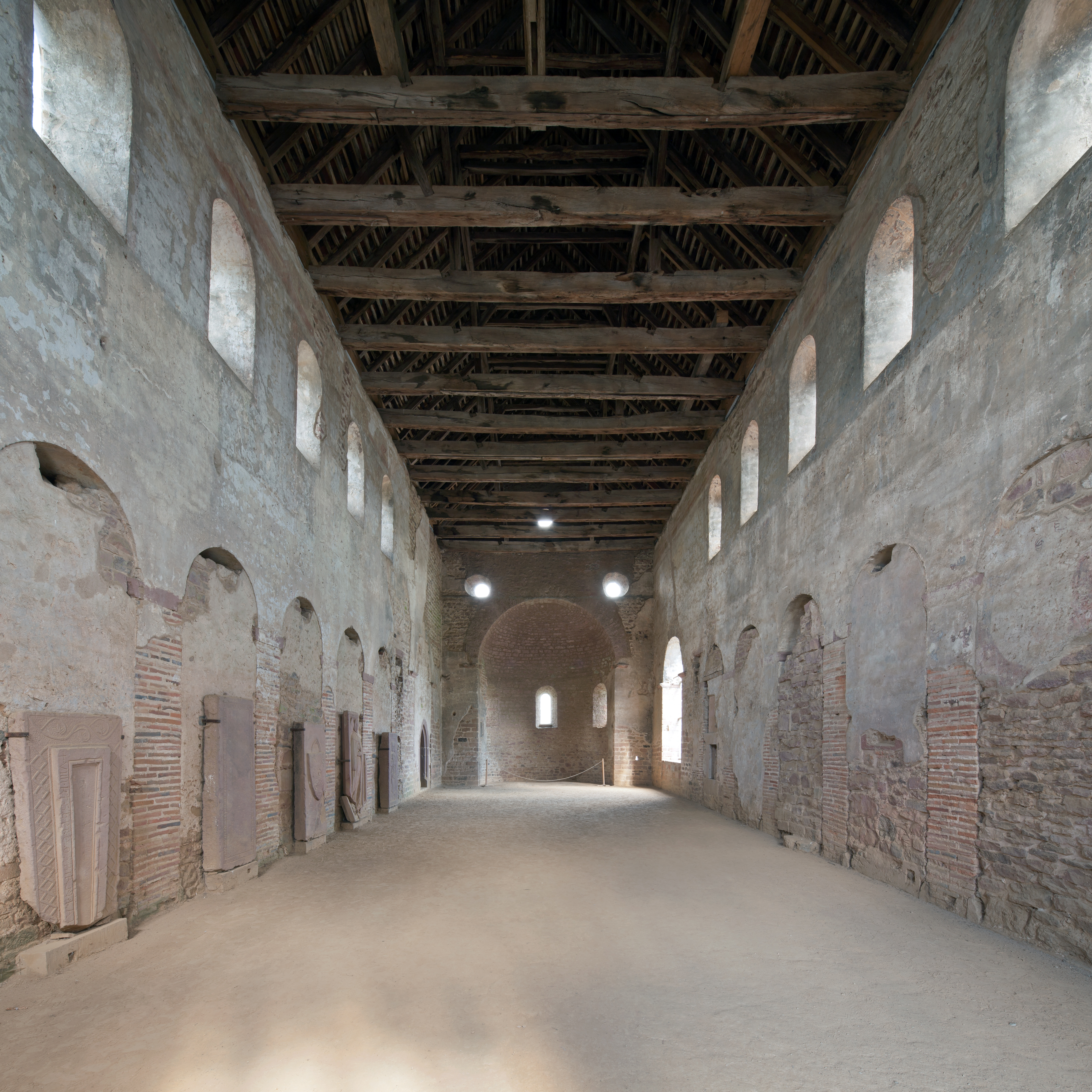
Innenansicht von Westen, links die fünf historischen Grabdenkmäler

Nach dem Dreißigjährigen Krieg wurden die noch übrig gebliebenen Einkünfte den Kirchen in Michelstadt und Erbach überwiesen. Die Michelstädter Kirche verkaufte ihr Klostergut 1658, dieses wurde 1709 von den Grafen zu Erbach-Fürstenau zurückgekauft. Alle noch übrigen Klostergebäude (Äbtissinnenhaus, Dechaneihaus, Pförtnerhaus usw.) wurden ebenfalls 1658 verkauft und im Laufe der Zeit bis auf das Dechaneihaus abgerissen.
Auch weil die Basilika im 13. und 14. Jahrhundert als Grablege der Schenken zu Erbach diente, achtete das spätere Grafenhaus zu Erbach wohl darauf, das Gebäude nicht völlig verfallen zu lassen. So ist eine Urkunde von 1542/43 bekannt, es geht um eine Ladung Dachsparren auf Befehl Graf Georg II. Diese Grabplatten wurden 1773 und 1785 abgehoben und in das Schloss der Grafen zu Erbach-Erbach verbracht. Die aufgefundenen Gebeine wurden in die Familiengruft der gräflichen Familie in der Stadtkirche in Michelstadt überführt.
Die Basilika selbst diente bis zu ihrer „Wiederentdeckung“ als Lagerstätte und Schuppen für Jagdgerät und als Holzlager. Gerade zweiteres erwies sich als glücklicher Umstand: Da die Hofschreinerei trockenes Holz bevorraten wollte, wurde stets darauf geachtet, das Dach dicht zu halten. 1855 stürzte die Hauptapsis mit dem östlichen Giebel ein. In den folgenden Jahren wurden diese Teile aus unverputztem Sandstein wieder aufgemauert.

## Wiederentdeckung 1873, erste Grabungen und neuere Geschichte

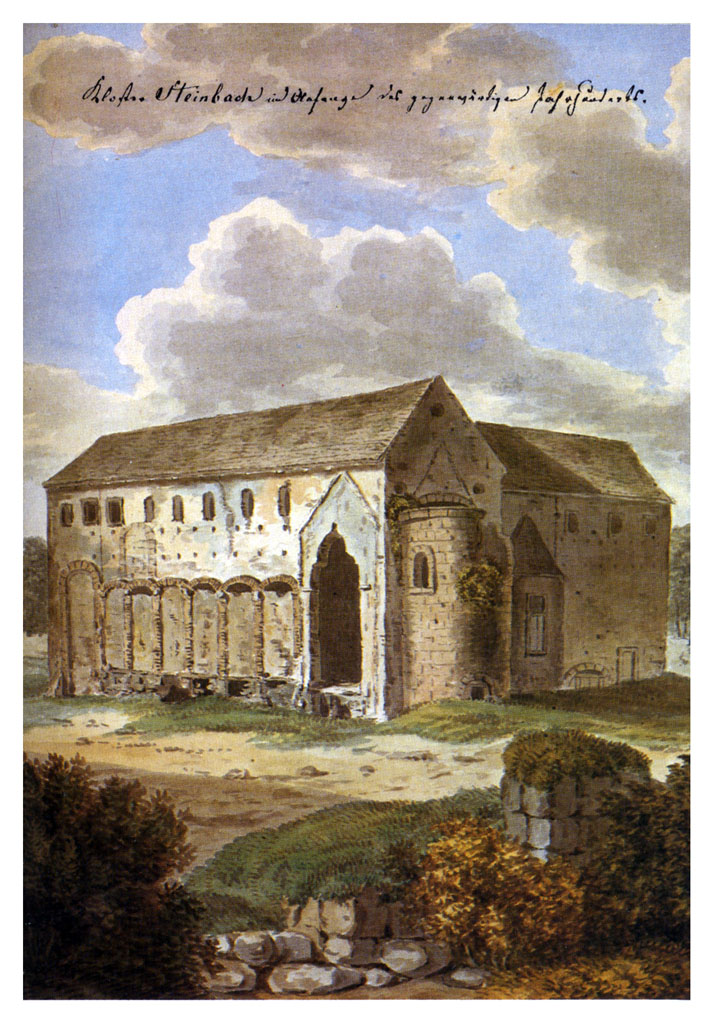
Christian Kehrer: Kloster Steinbach im Anfange des gegenwärtigen Jahrhunderts, Aquarell auf Papier, um 1800.

Der damalige Präsident des Historischen Vereins für das Großherzogtum Hessen, Johann Friedrich Knapp ahnte 1844 bereits, dass die Reste des Klosters karolingisch sind. Er vermutete eine Stiftung Immas, der Frau Einhards. Er hatte die Torhalle in Lorsch mit den baulichen Resten der Basilika verglichen.
Am 4. Juni 1873 entdeckte der Darmstädter Professor für Kunstgeschichte Georg Schäfer die Reste der Einhardsbasilika endgültig als karolingisch wieder. Am 12. Juli 1873 stellte er seine Ergebnisse dem Historischen Verein vor. Friedrich Schneider führte auf der Grundlage von Schäfers Entdeckungen am 3. Mai 1874 eine erste Grabung im Chorraum durch. Unter anderem erkannte er die Reste der Chorschranke.
Rudolf Adamy führte vom 8. Februar bis Ende März 1884 im Auftrag des Historischen Vereins für das Großherzogtum Hessen eine Grabung durch. Er ergrub die Reste der romanischen Turmstümpfe und des Atriums. Die Ergebnisse beschrieb er in einem Festband anlässlich des 50-jährigen Bestehens des Historischen Vereins ein Jahr später.

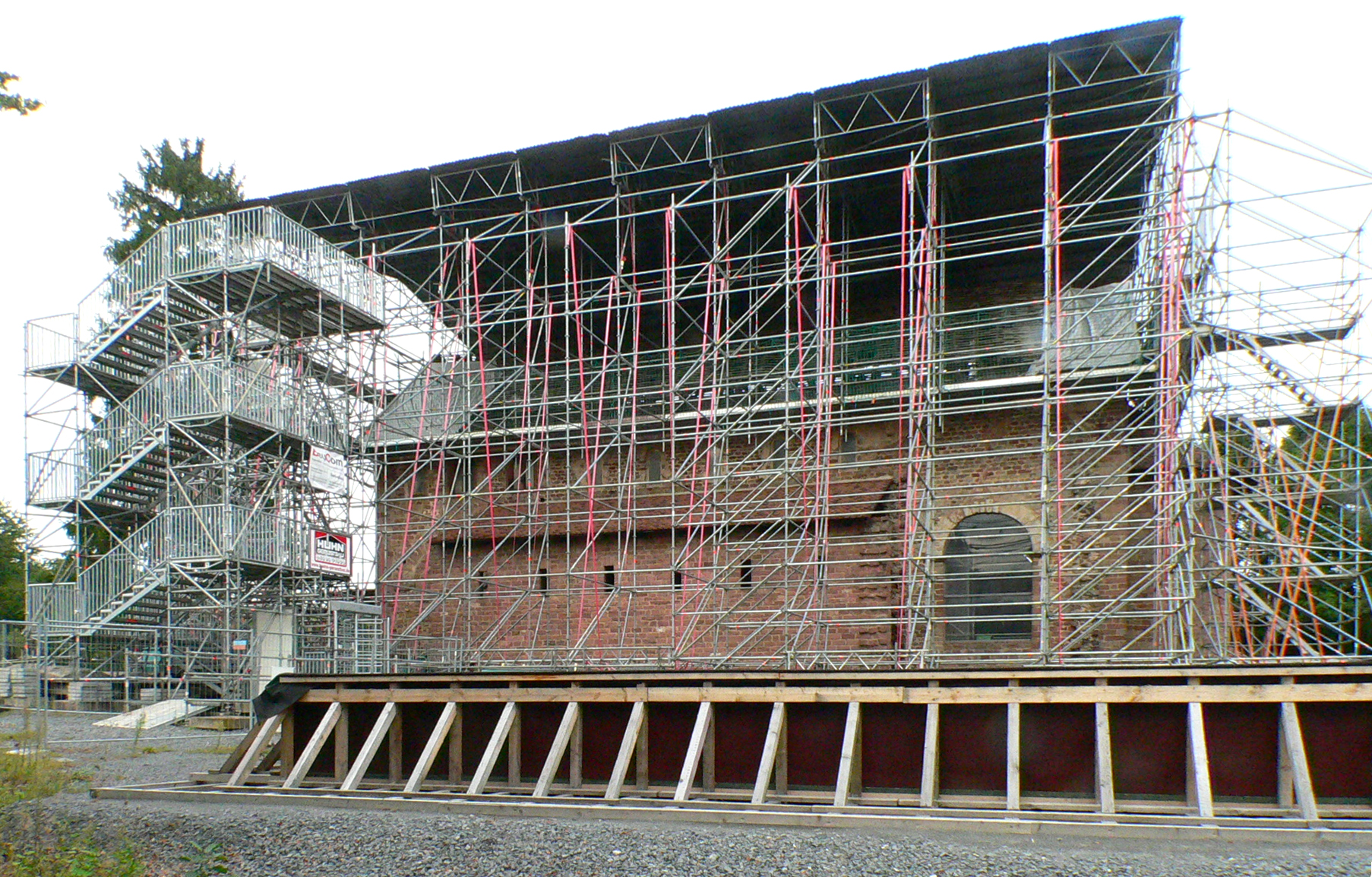
Zustand während der Restaurierungsarbeiten, 2008

Es folgten bis in die heutige Zeit zahlreiche weitere Grabungen: 1967 wurde die Basilika mit weiteren Gebäuden und Resten des Klosters vom Land Hessen gekauft. Die Außenmauern der Seitenschiffe wurden 1972/73 wieder aufgebaut und mit einem Pultdach mit den Mittelschiffsmauern verbunden. Diese Baumaßnahme war aus statischen Gründen unerlässlich: die südliche Mittelschiffsmauer ist bei einer Höhe von 8,20 Metern nur 65 bis 68 Zentimeter dick und neigte sich in der Mitte bedenklich nach außen, was akute Einsturzgefahr bedeutete. In den 1990er Jahren wurden die übrig gebliebenen Putzflächen und Malereireste gesichert.
Die Basilika ist bis auf die Grabdenkmale und den romanischen Bogensturz mit Palmettenfries leer und wird nicht genutzt bzw. hat keine Funktion mehr. Jegliche kirchliche Innenausstattung und Zubehör, wie zum Beispiel Chorgestühl, Kanzel, Bänke, Altäre, Orgel und Glocken, ist nicht mehr vorhanden.
Eine im Dezember 2006 begonnene Restaurierung der Dachpfannen und des Gebälks wurde 2010 beendet. Die Arbeiten wurden notwendig, da die Dachziegel in den 1950er und 1960er Jahren mit Alaun restauratorisch zum Schutz vor Vermoosung behandelt worden waren. Die entstehenden Salz-Ausblühungen hatten aber zur Schädigung der Ziegel und des Gebälks geführt. Um von den Ziegeln aus dem Ende des 12. Jahrhunderts möglichst viele erhalten zu können, wurden sie einer Behandlung mit Lauge und Kieselsäureester unterzogen, beschädigte Dachbalken wurden ersetzt. Kosten von ca. 900.000 € wurden dafür veranschlagt.

## Grabdenkmäler

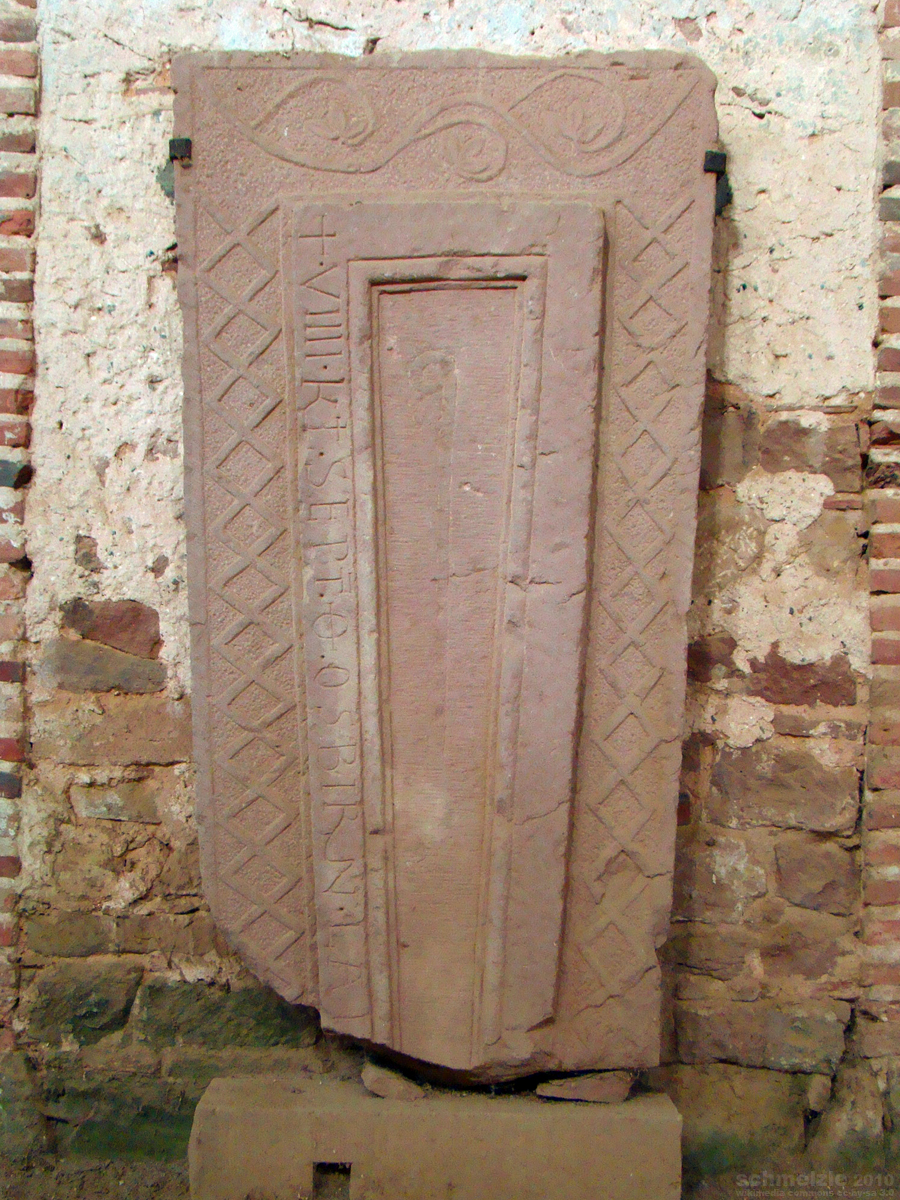
Osbirn

An der nördlichen Mittelschiffsmauer sind heute noch fünf Grabdenkmäler angebracht. Die sonstigen Grabdenkmale (insgesamt elf an der Zahl), die im Klosterbereich gefunden wurden, befinden sich, wie dargestellt, heute bis auf eine Ausnahme in der Einhardskapelle des ehemaligen gräflichen Schlosses in Erbach (Odenwald). Eines der Grabdenkmale (Doppelgrabplatte aus dem Jahre 1368/69) ist im Art Museum in St. Louis/Missouri ausgestellt.
Vom Eingang her in Richtung des Hauptchores sind folgende Grabdenkmäler aufgestellt:
Grabplatte mit dem Namen Osbirn
In der Rahmenleiste findet sich folgende Inschrift: + VIII. K(alendas) +. SEPT O(biit) OSBIRN. LAI(sus abbas ?)
Datiert wird die Platte auf die zweite Hälfte des 11. oder die erste Hälfte des 12. Jahrhunderts. Sie ist trapezförmig gehauen, im Innenfeld ist ein Abtsstab eingeritzt, außen Rhombenfriese und Ranken. Durch die Tatsache, dass dieser Typ Sarkophagdeckel zwar normalerweise verziert ist, aber keine Inschrift enthält stellt sich die Frage, ob die Inschrift gleichzeitig mit dem Grabdenkmal selbst entstanden ist. Es liegt möglicherweise eine Sekundärverwendung vor, der Sarkophagdeckel wurde also vielleicht für zwei Bestattungen verwendet.
Grabplatte eines Unbekannten
Eine rechteckige Platte, mit umlaufender Inschrift:

„QVI SOLU(S) MISERV(M) MUNDAS DE CRIMINE S(A)EC(U)LVM. QUEM TEGIT HEC PETRA IVBEAS EVADERE CVNCTA. MORTIS. SU(P)PLICIA S(AN)C(T)IS ET VIUDERE PR(A)ESTA HIC QU[…]TIS FUERAT SP(IRITU).“

„Der du allein den Elenden von der Schuld der Welt befreiest, mögest Du doch befehlen, dass der, den dieser Stein bedeckt, allen Qualen des Todes entrinnt und gib, dass er bei den Heiligen lebt. Dies war der Geist…“

Die Platte ist rechteckig gehauen und weist keinen Schmuck auf. Nach ungesicherten Erkenntnissen wird sie auf die erste Hälfte des 12. Jahrhunderts datiert.
Grabplatte der Nonne Grete Duborn
Die Platte ist rechteckig, in der Mitte befindet sich das Wappen derer von Duborn, auch Starkerad genannt. Da der Name einer Grete Duborn überliefert ist und die Entstehungszeit der Platte in die Mitte des 14. Jahrhunderts mit deren Lebenszeit übereinstimmt, kann davon ausgegangen werden, dass es sich um ihre Grabplatte handelt.
Grabplatte der Anna von Bruck (Gemahlin des Schenken Konrad V. von Erbach)
Dargestellt ist eine Frauengestalt in einem schweren Mantel. Auf der Brust des Gewandes befindet sich das Wappen von Erbach. Die Inschrift ist zwar fast zerstört, aber überliefert: anno d(omi)ni. m.[ccc.l.xx in vigilia.asecensionis.] d(omi)ni. obiit.anna.pincerna.[d(omi)na.]de erpach. Sie verstarb am 22. Mai 1370.
Grabplatte der Äbtissin Elisabeth Lochinger von Arxhofen
Die Äbtissin ist in leichter Drehung nach links im Gebet mit dem Rosenkranz abgebildet. Neben dem Kopf und an der Fußseite sind jeweils Wappenpaare dargestellt. Die Umschrift lautet: An(no) d(omi)ni. 1512.14 die augusti Obiit religiosa at(que) vernera(n)da Elizabeth lochingerin de arxhofen Cenobii h(uius) abbatissa c(uius) a(n)ima req(ui)escat in pace amen. Sie starb am 14. August 1512.

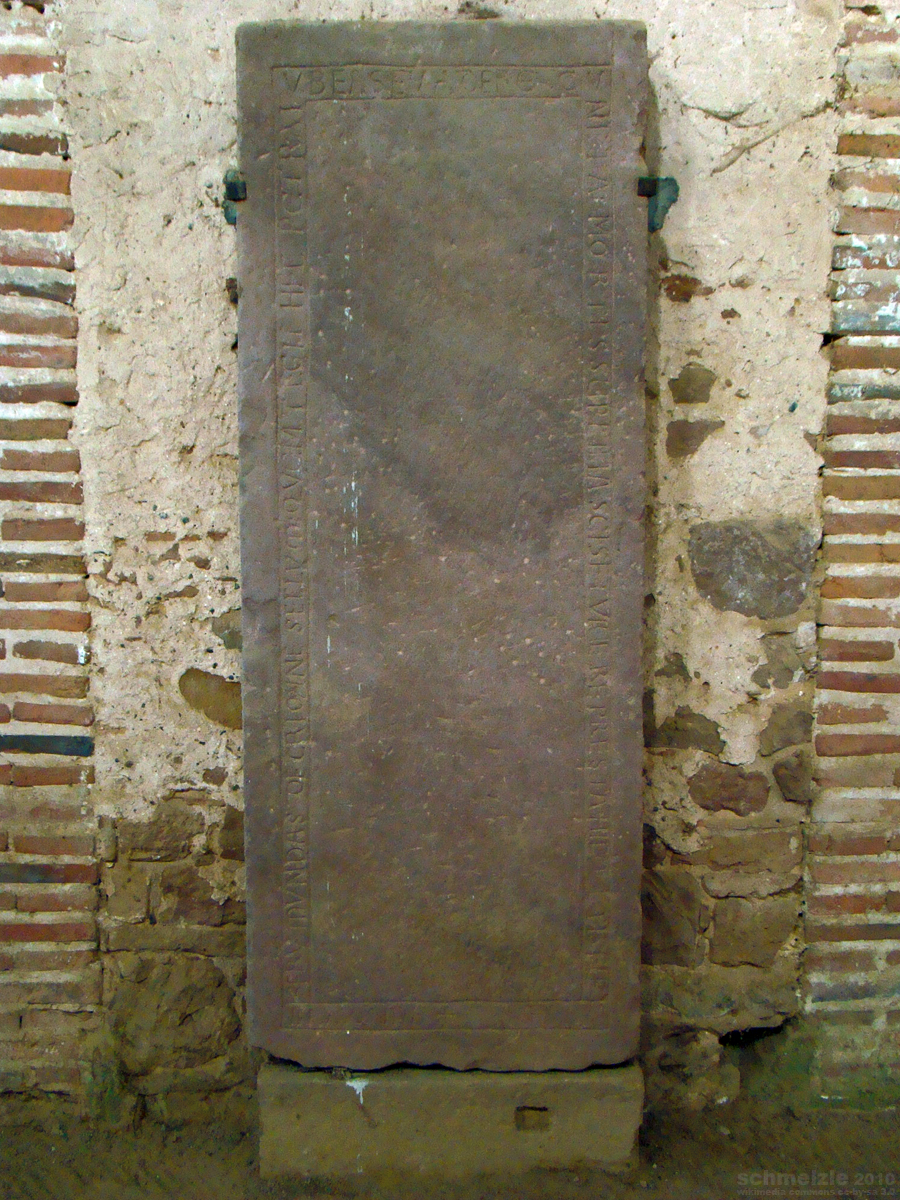
Unbekannt
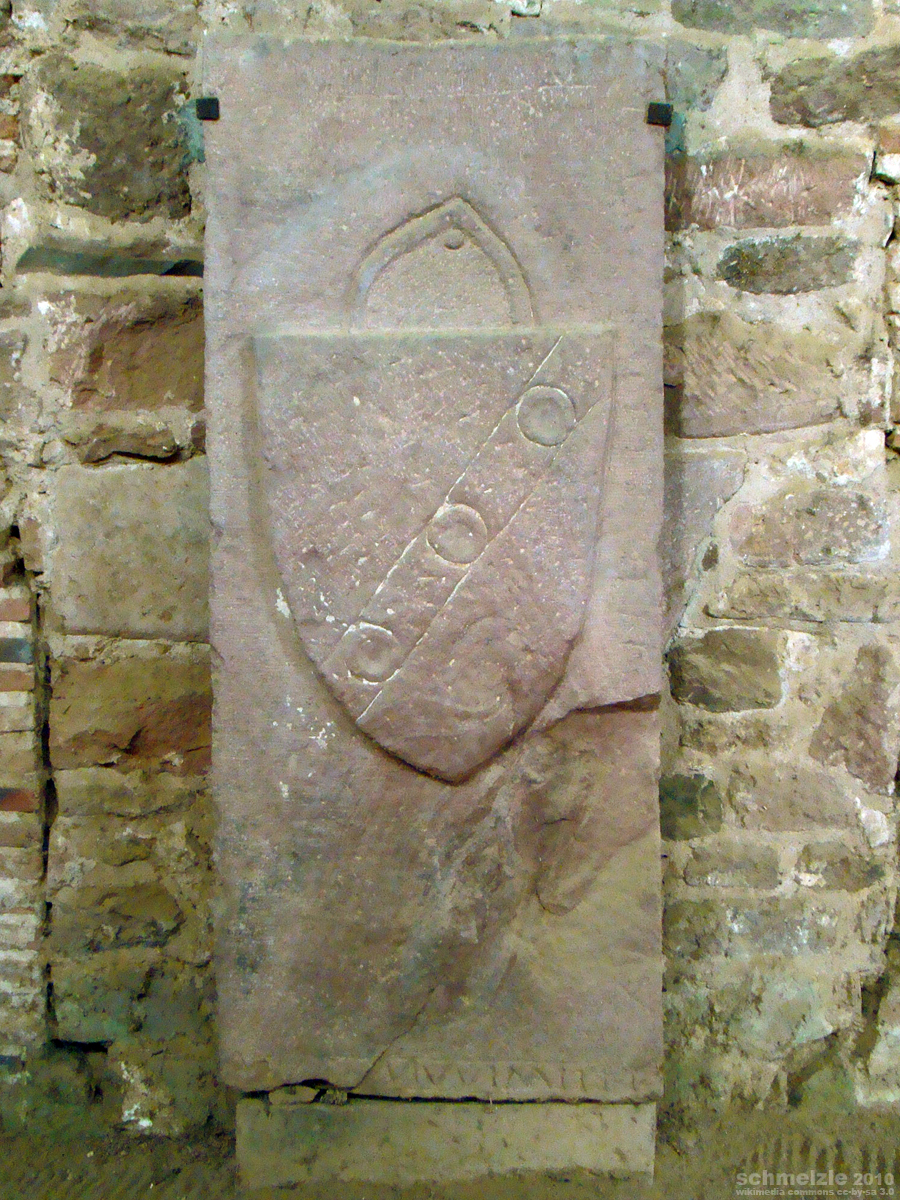
Grete Duborn
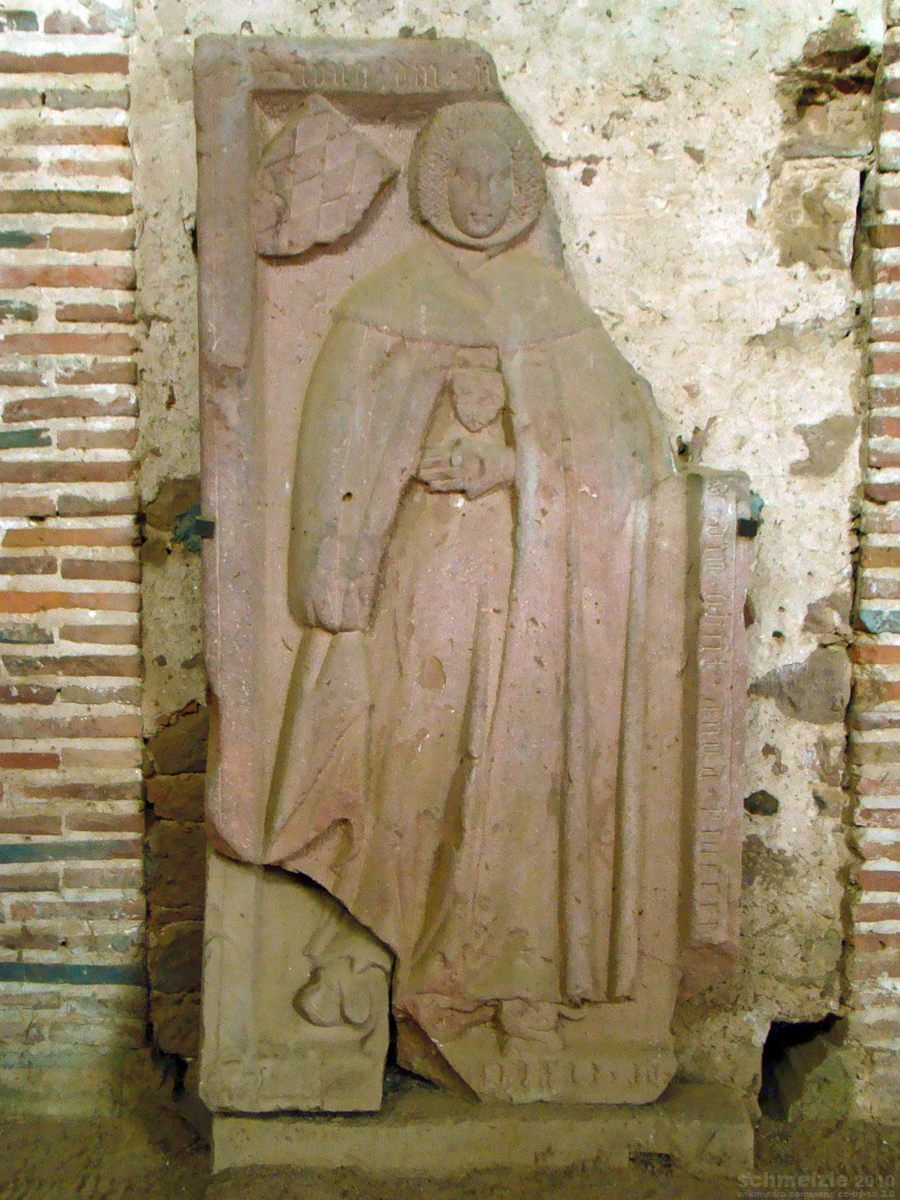
Anna von Bruck
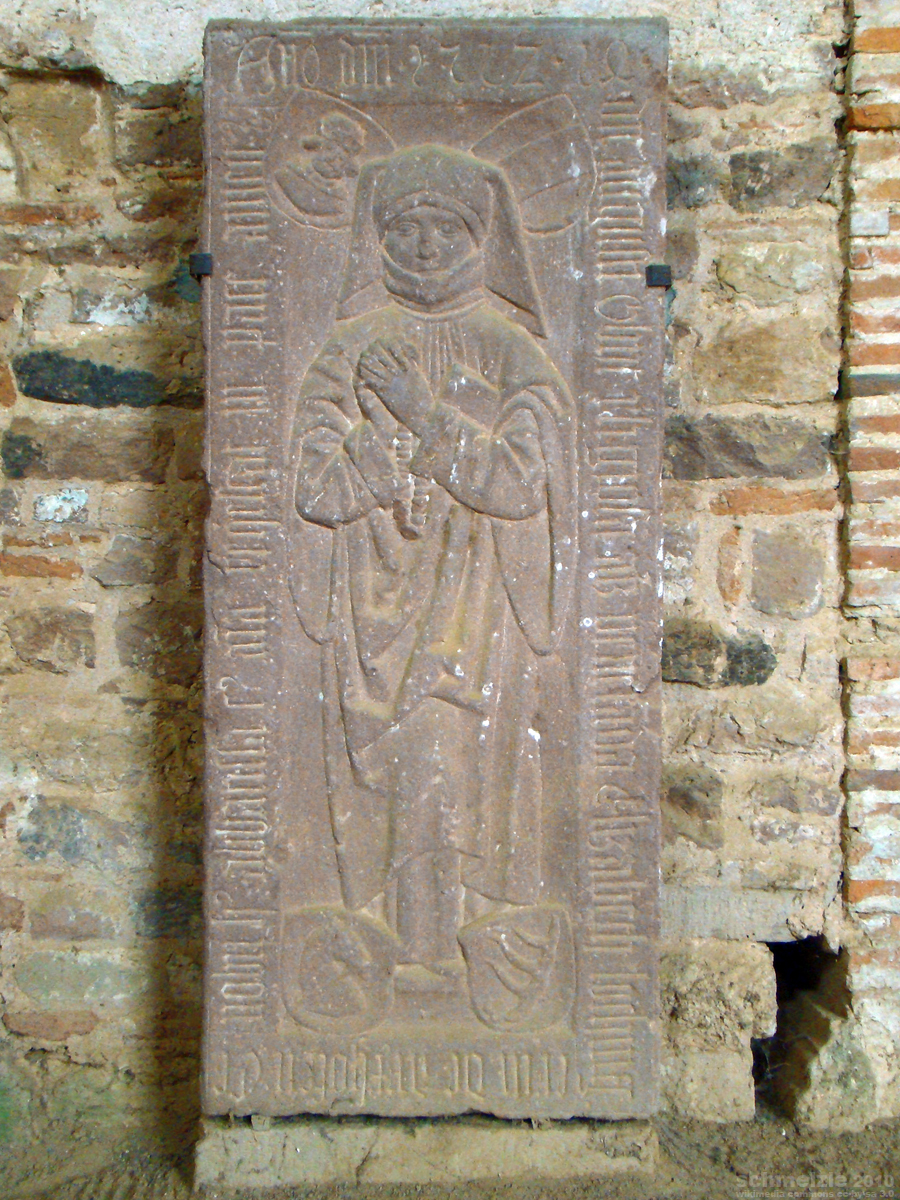
Elisabeth Lochinger

## Weitere Funde
Ebenfalls im Innenraum (nördliche Mittelschiffsmauer, unmittelbar links des Eingangs) befindet sich der mit einem Palmettenfries verzierte, halbrunde und aus Sandstein gearbeitete Bogensturz des romanischen Westportals von 1182.
Unter der Treppe des nördlichen Seitenschiffs fand man bei Grabungen in den 1920er Jahren unvermörtelt in der Fundamentschüttung den Kopf einer römischen Mercuriusstatue aus Sandstein. Der etwa 15 cm hohe Kopf scheint die Arbeit einer lokalen Werkstatt zu sein, wenngleich diese handwerklich besonders gelungen ist. Der Gott trägt einen freundlichen, fast heiteren Gesichtsausdruck. Daneben gibt es Funde von römischen Wandfliesen mit Rollstempeldekor.

## Malereireste
Die Basilika war in ihrer karolingischen Form nur im Bereich der Hauptapsis und mit einem umlaufenden Konsolenfries an der obersten Wandfläche bemalt. In den nachfolgenden Bauphasen kamen verschiedene Malereien hinzu. Es kann davon ausgegangen werden, dass die Basilika zu einem Großteil ausgemalt war. Alle diese Malereien sind jedoch bis auf wenige, und noch dazu schwer erkennbare Reste im Laufe der Jahrhunderte vergangen. Noch zu erkennen sind (u. a.):

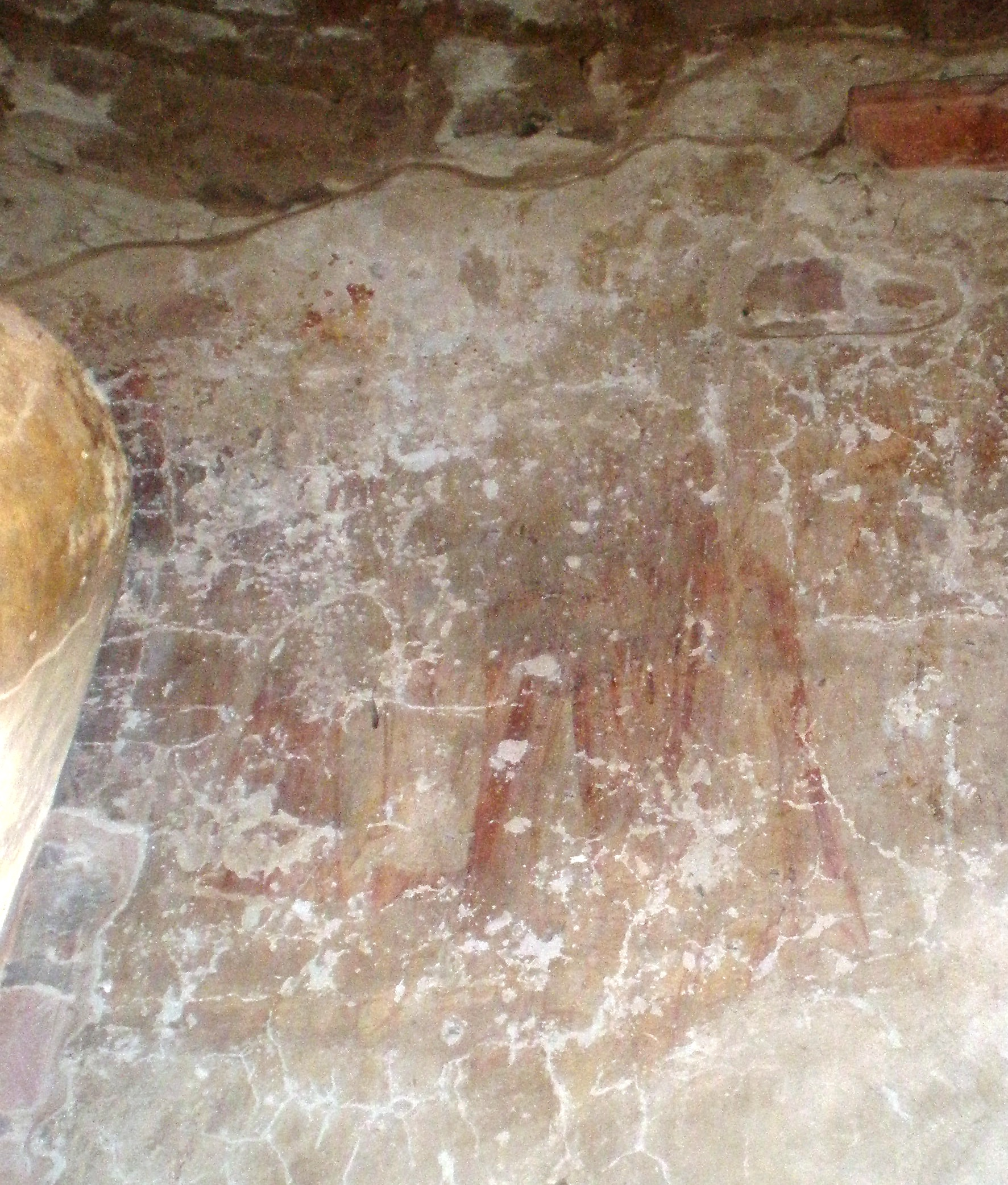
Karolingischer Malereirest auf der südlichen Seite der Hauptapsis
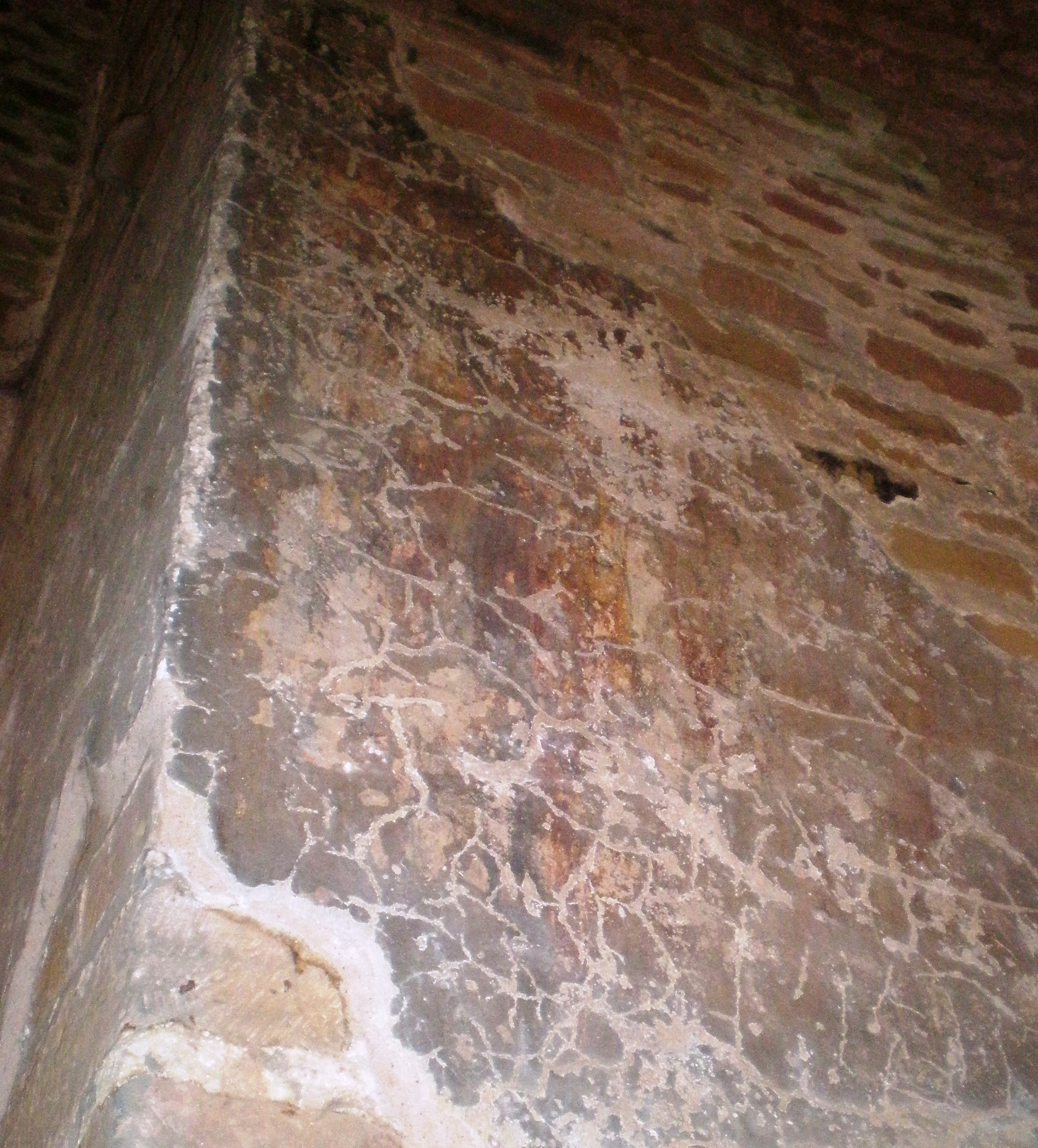
Karolingischer Malereirest auf der nördlichen Seite der Hauptapsis
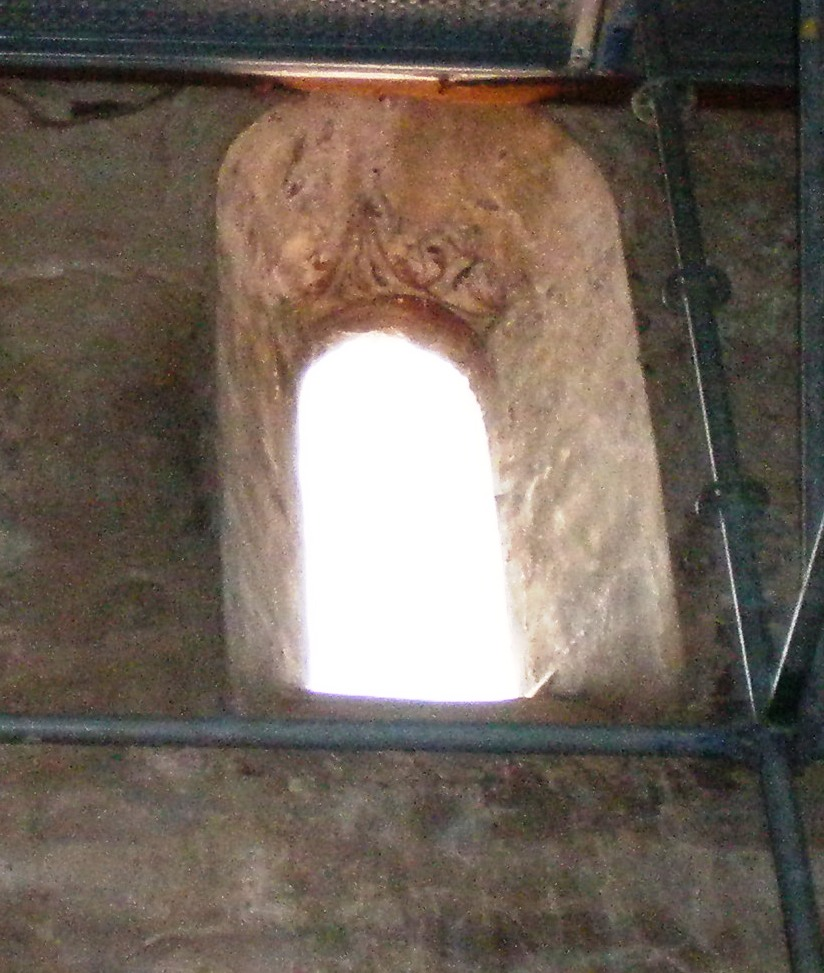
Spätgotischer Malereirest in einer Fensterlaibung der Südseite
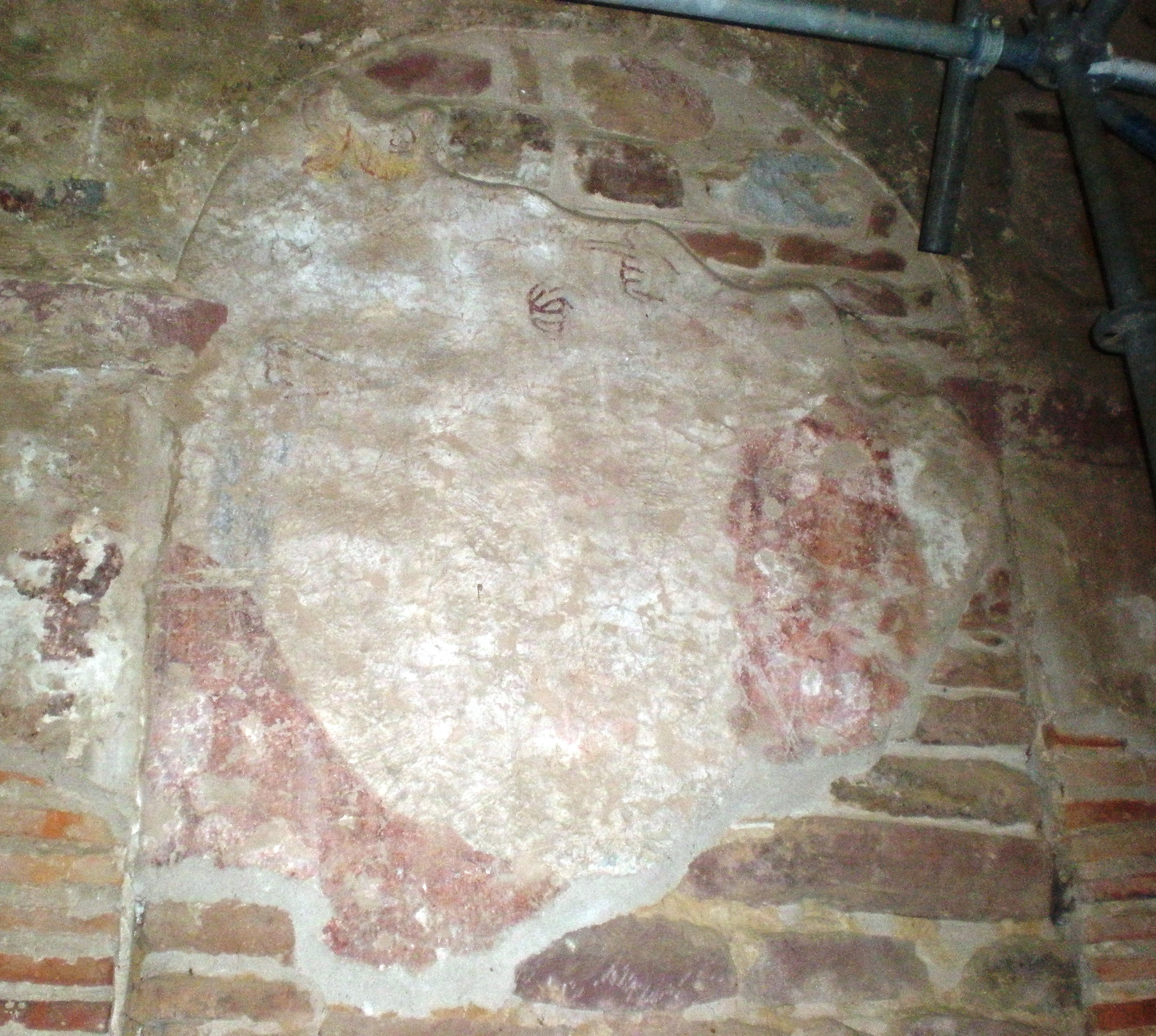
Spätgotischer Malereirest auf einer zugemauerten Arkade der südlichen Mittelschiffsmauer

Weitere Malereireste befinden sich auf der nördlichen Mittelschiffsmauer, hiervon sind jedoch nur noch wenige Quadratzentimeter erhalten und die Fragmente sind für den Besucher kaum zu erkennen.